# Liste der Kulturdenkmäler in Dohm-Lammersdorf
In der Liste der Kulturdenkmäler in Dohm-Lammersdorf sind alle Kulturdenkmäler der rheinland-pfälzischen Ortsgemeinde Dohm-Lammersdorf aufgeführt. Grundlage ist die Denkmalliste des Landes Rheinland-Pfalz (Stand: 17. Juli 2023).

## Einzeldenkmäler
| Bezeichnung                           | Lage                                         | Baujahr                                                | Beschreibung                                                                         | Bild                           |
| ------------------------------------- | -------------------------------------------- | ------------------------------------------------------ | ------------------------------------------------------------------------------------ | ------------------------------ |
| Katholische Filialkirche St. Remigius | Dohm, Hauptstraße 3 Lage                     |                                                        | Saalbau, 18. Jahrhundert, Turm, teilweise romanisch, obere Teile von 1862            | weitere Bilder Fotos hochladen |
| Kreuze                                | Dohm, Hauptstraße, bei Nr. 3 Lage            | 17. bis 19. Jahrhundert                                | Schaftkreuz, Sandstein, bezeichnet 1846; etwa 15 Grabkreuze, 17. bis 19. Jahrhundert | Fotos hochladen                |
| Burgstelle                            | Dohm, Hauptstraße, bei Nr. 11 Lage           |                                                        | Reste einer Burgstelle                                                               | BW                             |
| Wegekreuz                             | Dohm, Hauptstraße, Ecke Tannenweg Lage       | 16. Jahrhundert                                        | Nischenkreuz, 16. Jahrhundert                                                        | BW                             |
| Wegekreuz                             | Dohm, nördlich des Ortes an der L 29 Lage    | 1777                                                   | Schaftkreuz, bezeichnet 1777                                                         | BW                             |
| Wegekreuz                             | Dohm, südwestlich des Ortes an der L 29 Lage | zweite Hälfte des 18. oder Anfang des 19. Jahrhunderts | barockes Schaftkreuz, Sandstein                                                      | BW                             |
| Katholische Filialkirche St. Lukas    | Lammersdorf, Kapellenweg Lage                |                                                        | spätmittelalterlicher Chorturm, einachsiger Saal, 1795                               | weitere Bilder Fotos hochladen |